# Heather Nauert

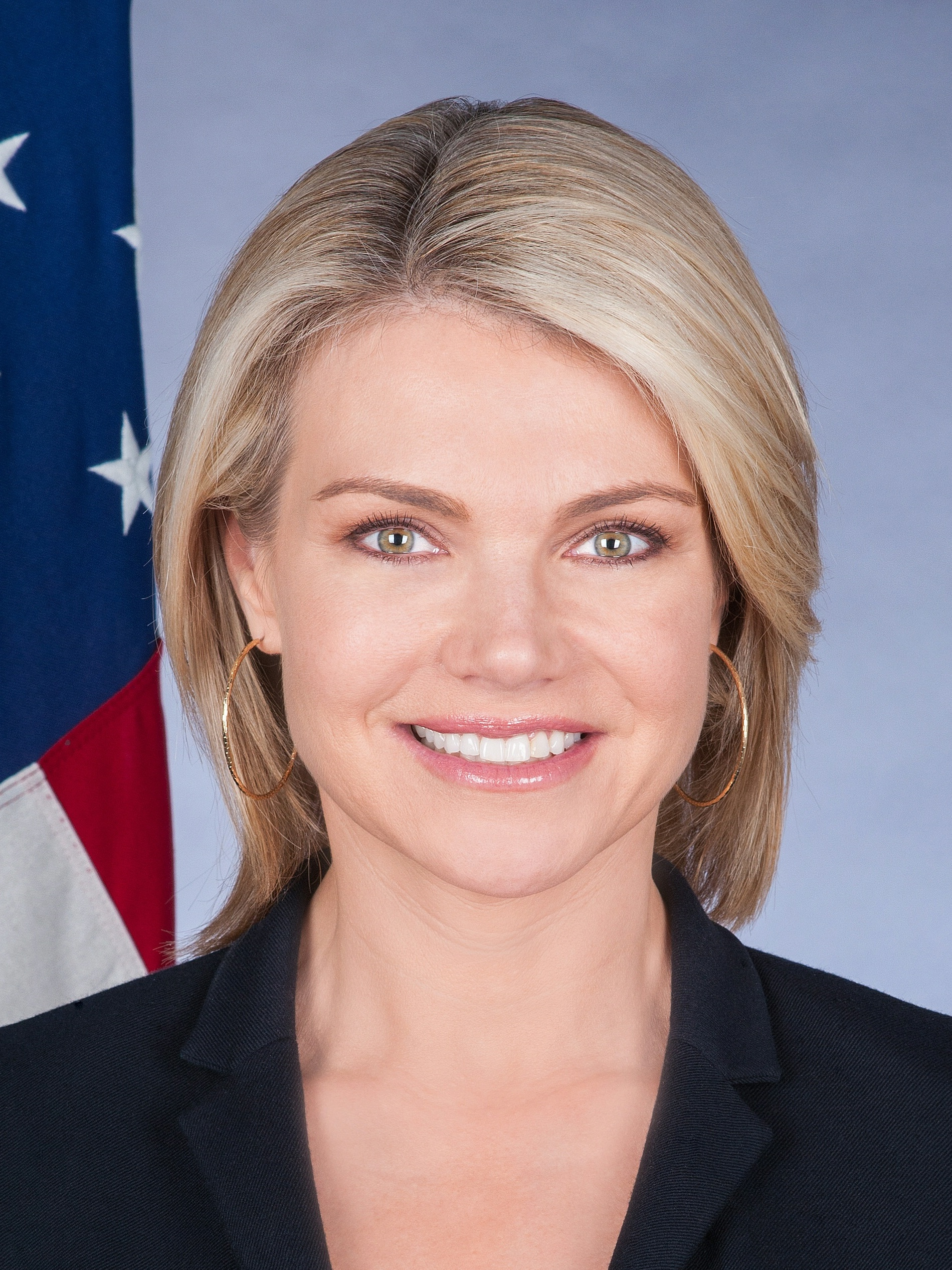
Heather Nauert

Heather Ann Nauert (* 27. Januar 1970 in Rockford, Illinois) ist eine US-amerikanische Journalistin und ehemalige Regierungsbeamtin. Von 2017 bis 2019 war sie in der Regierung von Donald Trump Sprecherin des Außenministeriums. Sie ist Senior Fellow am konservativen Thinktank Hudson Institute.
Vor ihrer Berufung zur Sprecherin des Außenministeriums hatte Nauert von März bis Oktober 2018 in der Regierung Trump das Amt des Under Secretary of State for Public Diplomacy and Public Affairs inne. Zuvor arbeitete sie bei ABC News als Korrespondentin sowie als Nachrichtensprecherin der Sendung Fox & Friends bei Fox News. 2019 berief Trump Nauert ins J. William Fulbright Foreign Scholarship Board und in die President’s Commission on White House Fellowships.

## Herkunft und Ausbildung
Nauert stammt aus Rockford, Illinois. Sie hat drei Brüder. Ihr Vater, Peter Nauert, war Führungskraft in der Versicherungsbranche.
Nauert besuchte die Keith Country Day School in Rockford, Illinois, das Pine Manor College in Chestnut Hill, Massachusetts, und anschließend die Arizona State University. Nach einem Praktikum beim Fernsehsender Fox News als Moderatorin einer Country-Video-Sendung in Washington entschloss sie sich, ihr Studium dort fortzusetzen und erwarb am Mount Vernon College for Women (heute Teil der George Washington University) ihren B. A. in Kommunikationswissenschaft. Anschließend besuchte sie die Columbia University, die sie mit einem Master in Journalismus anschloss.

## Karriere

### Fernsehjournalismus
Nauert begann ihre Karriere als Fernsehjournalistin 1996 als Reporterin für die Wirtschaftssendung First Business. Von 1998 bis 2005 arbeitete sie für Fox News, wo sie ab 2001 vier Jahre als Korrespondentin tätig war und regelmäßig an der Sendung The Big Story mitwirkte.
Von 2005 bis 2007 arbeitete Nauert bei verschiedenen Fernsehsendern im Nachrichtenprogramm, darunter als Korrespondentin für ABC News, wo sie Beiträge für ABC World News Tonight, Good Morning America und Nightline produzierte. Während ihrer Tätigkeit für ABC News wurde sie für ihre Arbeit an der Serie 13 Around the World für einen Emmy nominiert. 2007 kehrte Nauert als Co-Moderatorin der Werktagsausgabe von The Big Story (gemeinsam mit John Gibson) zu Fox News zurück, bis die Sendung 2008 eingestellt wurde.
Nauert moderierte gemeinsam mit Steve Lacy die morgendlichen Nachrichtensendungen Good Day Early Call und Good Day New York Wake Up des zur Fox Broadcasting Company gehörenden Senders WNYW in New York. 2012 verließ Nauert Good Day Wake Up und wurde Nachrichtenmoderatorin bei Fox & Friends. Der Washington Post zufolge verbreitete Nauert als Nachrichtenmoderatorin bei Fox News praktisch jeden erdenklichen rechten Standpunkt. Sie bezeichnete undokumentierte Kinder von Einwanderern als Illegale und warnte davor, dass diese Krankheiten mitbrächten. 2013 behauptete sie im Zusammenhang mit einer Schwimmgruppe für muslimische Mädchen bei der YMCA in Saint Paul, Minnesota, dass die Scharia nun alles verändere. Außerdem verbreitete sie Verschwörungstheorien im Zusammenhang mit dem Bengasi-Anschlag.

### US-Außenministerium

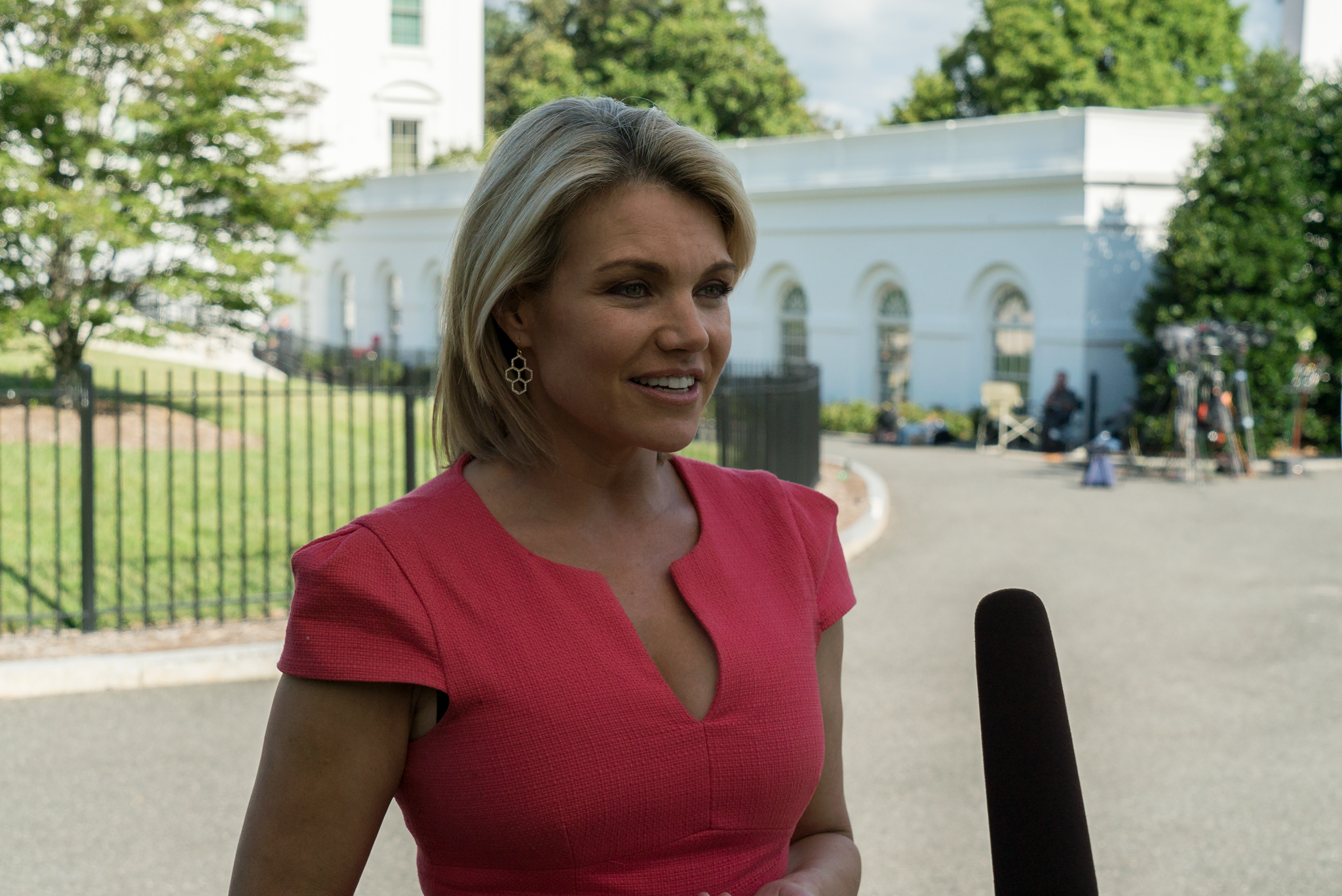
Nauert vor dem Weißen Haus, 25. Juli 2017

Am 24. April 2017 verkündete das US-amerikanische Außenministerium, dass Nauert die neue Sprecherin des Ministeriums sein würde. Dies war ihre erste Funktion in der Regierung. Am 6. Juni 2017 veranstaltete sie ihre erste Pressekonferenz. Nach der Entlassung von Steve Goldstein am 13. März 2018 wurde Nauert amtierende Under Secretary of State for Public Diplomacy and Public Affairs, die vierthöchste Position im amerikanischen Außenministerium. In diesem Amt war sie für ein Budget von 1,2 Mrd. US-Dollar und für fast 1000 Mitarbeiter verantwortlich. Während ihrer Zeit im Außenministerium entwickelte Nauert kein enges Verhältnis zum Außenminister Rex Tillerson. Nach dessen Entlassung und der Ernennung von Mike Pompeo als Außenminister gehörte sie zu dessen engstem Kreis.
Nauert sprach sich gegen die Entscheidung Irakisch-Kurdistans aus, im September 2017 ein Referendum für die Unabhängigkeit abzuhalten.

Als die USA 2018 die Unesco verließen, wurde Nauert von der New York Times mit den Worten zitiert: „Wir waren mit etwa 550 Millionen US-Dollar im Rückstand, und die Frage ist, ob wir dieses Geld bezahlen wollen. Angesichts dieser anti-israelischen Voreingenommenheit, die seit langem von Seiten der Unesco dokumentiert ist, muss damit Schluss gemacht werden.“

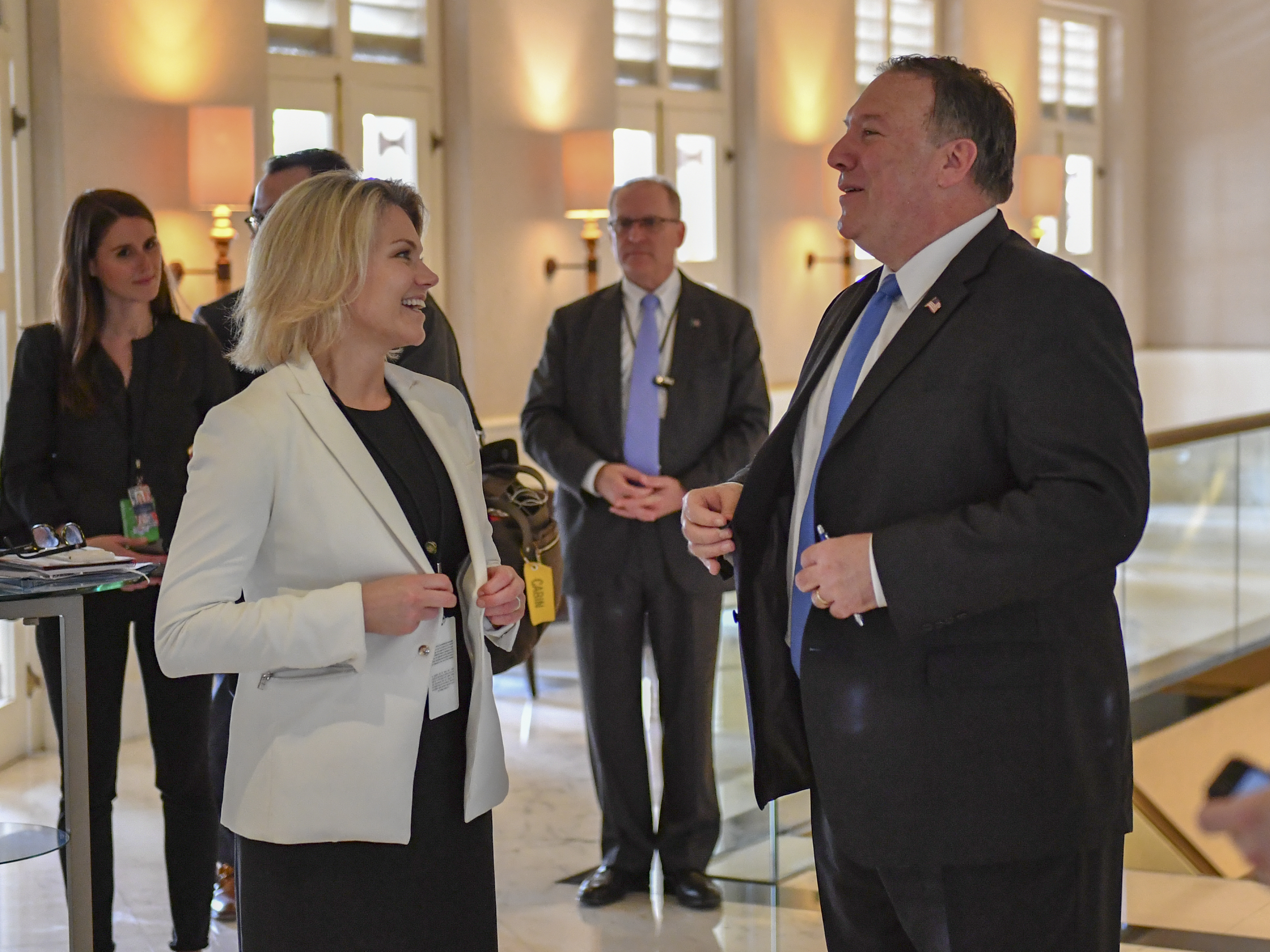
Nauert auf dem Gipfeltreffen in Singapur im Gespräch mit Mike Pompeo. 12. Juni 2018.

Im April 2018 äußerte Nauert Unterstützung für die von Saudi-Arabien angeführte Militärintervention im Jemen und verurteilte den „bösartigen Einfluss“ des Irans im Jemen. Im Mai 2018 sagte Nauert in Bezug auf die Proteste an der Grenze des Gazastreifens zu Israel: „Wir sind gegen Aktionen des Internationalen Strafgerichtshofs gegen Israel, (…) weil es nicht zum Frieden beiträgt.“
Nauert forderte die Freilassung ukrainischer politischer Gefangener in Russland wie Oleh Senzow, Stanislav Klykh, Oleksandr Shumkov und Volodymyr Balukh.
Sie verurteilte den Völkermord an den Rohingya, einer muslimischen ethnischen Minderheit in Myanmar, und sagte: „Wir werden auch in Zukunft die Verantwortlichen zur Rechenschaft ziehen.“
Im August 2018 forderte Kanada die sofortige Freilassung des saudi-arabischen Menschenrechtsaktivisten Raif Badawi sowie seiner Schwester Samar Badawi. Daraufhin wies Saudi-Arabien den kanadischen Botschafter aus und fror den Handel mit Kanada ein, was zu einer Verschlechterung der Beziehungen zwischen Saudi-Arabien und Kanada führte. Nauert reagierte darauf mit den Worten: „Es ist Sache der saudi-arabischen Regierung und Kanadas, das zu klären. Beide Seiten müssen dies gemeinsam diplomatisch lösen. Wir können das nicht für sie erledigen.“
Nauert kritisierte die chinesischen Umerziehungslager und die Menschenrechtsverletzungen gegen Uiguren und andere überwiegend muslimische ethnische Minderheiten in Chinas nordwestlicher Provinz Xinjiang und sagte, glaubwürdige Berichte würden nahelegen, dass seit April 2017 mindestens Hunderttausende und möglicherweise sogar Millionen Menschen von den chinesischen Behörden in Internierungslager geschickt worden seien.
Im Februar 2019 wurde berichtet, dass Nauert nicht beabsichtigte, als Sprecherin ins Außenministerium zurückzukehren, nachdem sie ihre Kandidatur als UN-Botschafterin zurückgezogen hatte. Im April 2019 wurde Morgan Ortagus zur neuen Sprecherin im Außenministerium berufen.

### Geplante Nominierung als UN-Botschafterin
Am 7. Dezember 2018 verkündete Präsident Trump, dass er Nauert als Botschafterin der Vereinigten Staaten bei den Vereinten Nationen nominieren würde, nachdem die amtierende UN-Botschafterin Nikki Haley kurzfristig ihren Rücktritt zum Jahresende angekündigt hatte. Er erklärte vor der Presse, dass Nauert exzellent sei und fügte hinzu, sie sei seit Langem eine Unterstützerin.  Die Presse betonte als Reaktion darauf Nauerts steilen Aufstieg innerhalb des Außenministeriums und ihren Mangel an außenpolitischer Erfahrung. Politico schrieb: „Vor nicht einmal zwei Jahren führte Heather Nauert noch Interviews in der Sendung Fox and Friends. Jetzt bereitet sie sich darauf vor, die brennenden geopolitischen Probleme zu navigieren.“ Eine Schlagzeile der Washington Post lautete: „Einst führte Heather Nauert den D-Day als Beispiel für die 'lange Geschichte' der deutsch-amerikanischen Beziehungen an. Nun ist sie auf dem Weg zur UNO.“ Die Nominierung kam jedoch nicht zustande, weil Nauert  ihre Bewerbung unter Berufung auf familiäre Gründe überraschend zurückzog, nachdem öffentlich geworden war, dass Nauert ein Kindermädchen beschäftigt hatte, das ihres Wissens nach legal in den USA war, jedoch kein gültiges Arbeitsvisum hatte. Daraufhin nominierte Trump Kelly Craft, die die 30. UN-Botschafterin der USA wurde.

### J. William Fulbright Foreign Scholarship Board
Am 29. März 2019 berief Präsident Trump Nauert zum Mitglied des J. William Fulbright Foreign Scholarship Board. Das Gremium besteht aus zwölf Personen, die direkt vom amerikanischen Präsidenten ernannt werden, und ist für die Aufsicht über das Fulbright-Programm zuständig.

## Privatleben
Nauert ist mit dem Banker Scott Norby verheiratet, der eine leitende Position bei Morgan Stanley bekleidet und in der Vergangenheit für die National Veterinary Associates, UBS, Goldman Sachs und Cargill tätig war. Das Paar hat zwei Söhne und lebt in New York.